# Øvre Telemarks prosteri

Prosterier i Agder og Telemarks stift. Det gröna området på kartan är Øvre Telemarks prosteri.

Øvre Telemarks prosteri (norska: Øvre Telemark prosti) är ett kontrakt (prosteri, norska: prosti) i Agder og Telemarks stift inom Norska kyrkan. Kontraktet omfattar kommunerna Fyresdal, Hjartdal, Kviteseid, Midt-Telemark, Nissedal, Nome, Notodden, Seljord, Tinn, Tokke och Vinje i Telemark fylke i södra Norge.

## Socknar
Øvre Telemarks prosteri består av 21 socknar (norska: sokn eller sogn):
- Bø socken
- Eidsborg, Mo og Skafsås socken
- Fyresdals socken
- Gransherads socken
- Grungedals socken
- Heddals socken
- Hjartdals socken
- Holla og Helgens socken
- Høydalsmo og Lårdals socken
- Kviteseids socken
- Lisleherads socken
- Lunde og Flåbygds socken
- Nissedals socken
- Notoddens socken
- Raulands socken
- Rjukans socken
- Sauherad og Nes socken
- Seljords socken
- Tinns socken
- Vinje og Neslands socken
- Øyfjells socken